# Claudia (telenovela)
Claudia é uma telenovela mexicana, produzida pela Televisa e exibida em 1960 pelo Telesistema Mexicano.

## Elenco
- Maria Elena Marqués ... Claudia
- Miguel Córcega
- María Teresa Rivas
- Manolita Saval
- Raúl Farell
- Roberto Cañedo
- Angelines Fernández
- Nicolás Rodríguez
- Graciela Doring
- Marcos Ortiz
- Emilio Brillas
- Marina Marín